# Метод еліпсоїдів

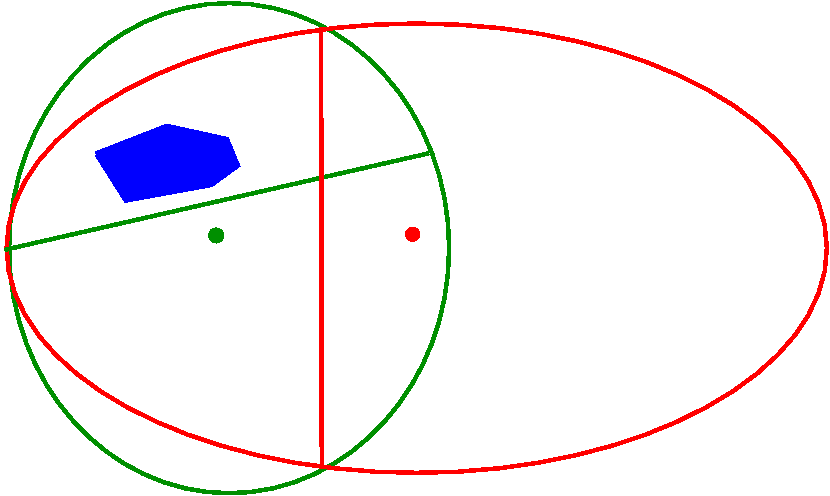

Метод еліпсоїдів — алгоритм знаходження точки, що лежить у перетині опуклих множин. Розробив Немирівський Аркадій Семенович, до алгоритмічної реалізації ловів Л. Г. Хачіян у ОЦ АН СРСР.

## Опис алгоритму
На початку вибирається велика куля, що містить перетин опуклих множин. Спосіб побудови цієї кулі залежить від задачі. Далі на кожному кроці є еліпсоїд, заданий центром {\displaystyle v} та векторами {\displaystyle v_{1},v_{2},\dots ,v_{n}\in \mathbb {R} ^{n}}. Еліпсоїду належать точки {\displaystyle v+c_{1}v_{1}+c_{2}v_{2}+\cdots +c_{n}v_{n}}, для яких {\displaystyle c_{1}^{2}+c_{2}^{2}+\cdots +c_{n}^{2}\leqslant 1} . Зазначимо, що той самий еліпсоїд можна задати декількома способами. Якщо центр цього еліпсоїда належить усім опуклим множинам, то точку знайдено. Інакше існує гіперплощина {\displaystyle \pi }, що проходить через точку {\displaystyle v}, така, що одна з множин повністю лежить по один бік від неї. Тоді можна перейти від початкового базису {\displaystyle v_{i}} до іншого базису {\displaystyle \tau ,w_{2},\dots w_{n}} такого, що {\displaystyle w_{i}} паралельні {\displaystyle \pi }, а {\displaystyle \tau } спрямований у бік множини. Покладемо тепер {\displaystyle v'=v+{\frac {\tau }{n+1}}}, {\displaystyle v'_{1}={\frac {n\tau }{n+1}}}, {\displaystyle v'_{i}=w_{i}{\frac {n}{\sqrt {n^{2}-1}}}} при {\displaystyle i\geq 2} . Цей новий еліпсоїд містить половину старого і має менший об'єм. Таким чином, об'єм еліпсоїда зменшується експоненційно зі зростанням числа кроків і шукану точку буде знайдено за {\displaystyle O(n^{2}\log(V_{1}/V_{2}))} кроків, де {\displaystyle V_{1}} — об'єм початкової кулі, а {\displaystyle V_{2}} — об'єм області перетину. Загальний час роботи алгоритму виходить рівним {\displaystyle O(Ntn^{2}\log(V_{1}/V_{2}))}, де {\displaystyle N} — число множин, {\displaystyle t} — час перевірки належності точки множині.

## Застосування до задачі лінійного програмування
Якщо в задачі лінійного програмування вдалося побудувати кулю, що містить шуканий розв'язок, її можна розв'язати методом еліпсоїдів. Для цього спочатку знаходимо якусь точку {\displaystyle u} всередині кулі, що задовольняє обмеження задачі. Проводимо через неї гіперплощину {\displaystyle f(x)<f(u)}, де {\displaystyle f} — цільова функція, і знаходимо точку в перетині початкових та нової гіперплощин (починаючи з поточного еліпсоїда). З новою знайденою точкою проробляємо те саме. Процес збігається до оптимального розв'язку з експоненційною швидкістю (оскільки з цією швидкістю зменшується об'єм еліпсоїда).

## Ефективність методу
Поліноміальний алгоритм теоретично міг би стати новим стандартом, однак, на практиці алгоритм Хачіяна застосовувати слід обережно: існують задачі розміром 50 змінних, для яких знадобиться понад 24 тис. ітерацій методу Хачіяна, а кількість істотно простіших ітерацій симплекс-методу в таких випадках обчислюється сотнями чи навіть десятками. Однак є приклади задач, для яких алгоритми цього класу працюють у сотні разів ефективніше за стандартні реалізації симплекс-методу.